# Manijaci
Manijaci je naziv za navijačku grupu FK Željezničar Sarajevo.

## Povijest
Godine 1987. dolazi do osnivanja navijačke skupine Željezničara koji su se nazvali "The Maniacs". Stvaraju se i podgrupe "Blue Tigers" i "Joint Unioni". Najznačajniji vođa navijača Željezničara bio je Dževad Begić-Đilda, heroj Sarajeva, koji je poginuo 1992. godine.
Najveći rivali Manijaka su navijači nogometnog kluba FK Sarajevo poznatiji kao Horde Zla. Rivalstvo Manijaka i Hordi Zla može se vidjeti na najvećem derbiju u Bosni i Hercegovini. Manijaci se nalaze na južnoj strani stadiona Grbavice. Boje ove skupine su plava i bijela, koje su ujedno boje i Željezničara.